# Росетти, Теодор
Теодор Росетти (рум. Theodor Rosetti; 5 мая 1837, Васлуй | 17 июля 1923, Бухарест) — румынский политический, государственный и дипломатический деятель, юрист, журналист, писатель. Почётный член Румынской академии (с 1891).

## Биография
Потомок старого боярского рода. Изучал финансовые и политические науки в университетах Львова и Вены, позже — право в Париже. После окончания учёбы работал судьёй в Яссах, преподавателем на юридическом факультете Ясского университета.
В 1863 был среди членов-учредителей литературного общества «Junimea», член Консервативной партии.
В 1872 году направлен в качестве дипломата первой дипломатической миссии Румынии в Берлин.
С 7 января 1875 года по 31 марта 1876 года — министр сельского хозяйства в кабинете Ласкэра Катарджу.
Дважды был премьер-министром Румынии — с 23 марта 1888 по 22 марта 1889. Во время исполнения первого срока полномочий одновременно занимал пост министра внутренних дел.
С 12 ноября 1888 по 22 марта 1889 Розетти был также председателем Государственного Совета, с 5 ноября 1889 по 15 ноября 1890 — министр юстиции.
В 1890—1895 гг. возглавлял Национальный банк Румынии.
В 1906 году — судья Постоянной палаты Третейского суда в Гааге.
В правительстве Т. Майореску в 1912 возглавил министерство финансов, а год спустя с 27 марта по 3 июля 1913 был председателем Сената.